# جورج توبياس
جورج توبياس (بالإنجليزية: George Tobias)‏ مواليد 14 يوليو 1901 في نيويورك، نيويورك، الولايات المتحدة - الوفاة 27 فبراير 1980 في لوس أنجلوس، كاليفورنيا، الولايات المتحدة، هو ممثل أمريكي بدأ مسيرته الفنية عام 1927.
ابتدأ مسيرته المهنية في سن 15 بمسرح الحي بنيويورك، و بعمر 19، انتقل لمسرح بروفانستاون للمشاركة بمسرحية the hairy ape ، و يتم اختياره فيما بعد ليشارك في مسرحية what price glory ، بمسرح برودواي، إذ لقيت المسرحية نجاحا كبيرا، مما جعله يظل بالمسرح من سنة 1924 إلى غاية سنة 1926.

## وصلات خارجية
- جورج توبياس على موقع IMDb (الإنجليزية)
- جورج توبياس على موقع الموسوعة البريطانية (الإنجليزية)
- جورج توبياس على موقع ألو سيني (الفرنسية)
- جورج توبياس على موقع تيرنر كلاسيك موفيز (الإنجليزية)
- جورج توبياس على موقع أول موفي (الإنجليزية)
- جورج توبياس على موقع قاعدة بيانات برودواي على الإنترنت (الإنجليزية)
- جورج توبياس على موقع قاعدة بيانات الأفلام السويدية (السويدية)
- جورج توبياس على موقع إن إن دي بي (الإنجليزية)
- جورج توبياس على موقع ديسكوغز (الإنجليزية)
- جورج توبياس على موقع قاعدة بيانات الفيلم (الإنجليزية)